# Мирослав Валек
Мирослав Валек (словац. Miroslav Válek; нар. 17 липня 1927 - пом. 27 січня 1991) — словацький поет, публіцист і політичний діяч. Він також був міністром культури в уряді Словацької Соціалістичної Республіки в складі Чехословацької Соціалістичної Республіки.

## Біографія
Мирослав Валек народився у Трнаві, де закінчив початкову школу, а в 1939 році продовжив навчання в місцевій римо-католицькій єпископальній реальній чехословацькій гімназії, звідки в п'ятому класі перейшов до бізнес-академії, яку закінчив у 1947 році. Він продовжив навчання в Університеті бізнесу в Братиславі (1947 - 1949), але не закінчив його за станом здоров'я (туберкульоз). Протягом 1949–1963 рр. працював редактором журналів (Slovenský roľník, Týžderuž, Družstevný obzor), врешті-решт став генеральним редактором «Mladá tvorba».
У 1962 році вступив до Комуністичної партії Чехословаччини. У 1966–1967 рр. він був генеральним редактором журналу «Ромбоїд», а також секретарем «Zväz slovenských spisovateľov», пізніше (1967–1968) - президентом. Валек був політично активним і займав деякі високі посади в комуністичній партії. У 1969–1988 роках Валек був міністром культури. Він намагався пом'якшити вплив нормалізації на словацьку культуру. Він уже покинув політичне життя, коли настала Оксамитова революція 1989 року. Працював головою Спілки чехословацьких письменників (ZČSS) у Празі  та був членом SNR.
Помер у Братиславі.
Мирослав Валек був одружений тричі, мав дочку Мирославу і пасинка Андрея. 

## Творчість

### Поезія
- 1959 - Дотики (Dotyky)
- 1961 - Атракціон(Príťažlivosť)
- 1963 - Неспокій (Nepokoj)
- 1965 - Любов у гусячій шкірі (Milovanie v husej koži)
- 1973 - Контексти (Súvislosti)
- 1976 - Слово (Slovo)
- 1977 - З води (Z vody)
- 1977 - Заборонене кохання (Zakázaná láska)
- 1983 - Басне (Вірші) (зібрані видання)